# Минкин, Владимир Исаакович
Влади́мир Исаа́кович Ми́нкин (род. 4 марта 1935 года, Ростов-на-Дону) — советский и российский химик, педагог, академик РАН (1994), научный руководитель Южного федерального университета. Лауреат Государственной премии СССР (1989).

## Биография
Окончил химический факультет Ростовского университета (1957). Работал там же; с 1967 года — профессор кафедры природных соединений, в 1981—2012 годах — директор НИИ физической органической химии РГУ (ЮФУ). С 2003 года одновременно заместитель председателя Южного научного центра РАН, в 2004—2009 годах — заведующий кафедрой природных и высокомолекулярных соединений Южного федерального университета. С 2012 года — научный руководитель ЮФУ.
Член-корреспондент АН СССР с 1990 г., действительный член РАН с 1994 г. (отделение общей и технической химии). Член Королевского химического общества Великобритании (1994).
Основные работы посвящены физической органической и квантовой химии, изучению строения и молекулярной динамики органических и металлоорганических соединений.
В 1974 г. открыл (совместно с Л. П. Олехновичем и Ю. А. Ждановым) явление ацилотропии — быстрой обратимой миграции ацильных групп между нуклеофильными центрами в органических молекулах. Развил новое научное направление — химию структурно нежёстких молекул в основном и возбуждённых состояниях, разработал теорию орбитальной стабилизации «неклассических» структур органических соединений. Исследовал таутомерию и фотохромизм органических соединений, стереодинамику координационных соединений, неклассические органические и элементорганические структуры, бистабильные молекулярные системы с управляемыми светом обратимыми перегруппировками.
Член редколлегии журналов «Advances in Heterocyclic Chemistry», «Mendeleev Communications», «Успехи химии», «Журнал общей химии», «Журнал органической химии», «Известия РАН (сер. хим.)», «Химия гетероциклических соединений». Автор 12 монографий и более чем 800 статей в отечественной и зарубежной печати, 60 российских и международных патентов. Один из наиболее цитируемых российских учёных.

## Награды
- Лауреат Государственной премии СССР (1989), Демидовской премии (2018)[5], премий РАН им. A. М. Бутлерова (2000)[6], им. Л. A. Чугаева (2003)[7] и им. А. Н. Несмеянова (2009)[8]. LXII-й Менделеевский чтец («Полифункциональные материалы для молекулярной электроники»).
- Орден «За заслуги перед Ростовской областью» (2012)[9].

## Краткая библиография
- Минкин В. И., Осипов О. А., Жданов Ю. А. Дипольные моменты в органической химии. — Л.: Химия, 1968. — 246 с.
- Minkin V. I., Osipov O. A., Zhdanov Yu. A. Dipole Moments in Organic Chemistry. — New York: Plenum Press, 1970. — 288 p.
- Минкин В. И., Олехнович Л. П., Жданов Ю. А. Молекулярный дизайн таутомерных систем. — Ростов н/Д.: Изд-во Ростов. ун-та, 1977. — 272 с.
- Minkin V. I., Olekhnovich L. P., Zhdanov Yu. A. Molecular Design of Tautomeric Compounds. — Dordrecht-Boston-Tokyo: Kluwer Publ., 1988. — 280 p.
- Минкин В. И., Симкин Б. Я. , Миняев Р. М. Квантовая химия органических соединений: Механизмы реакций. — М.: Химия, 1986. — 246 с.
- Минкин В. И., Миняев Р. М. Неклассические структуры органических соединений. — Ростов н/Д.: Изд-во Рост. ун-та, 1985. — 164 с.
- Minkin V. I., Glukhovtsev M. N., Simkin B. Ya. Aromaticity and Antiaromaticity: Electronic and Structural Aspects. — New York: Wiley Intersci., 1994. — 336 p.
- Минкин В. И., Симкин Б. Я. , Миняев Р. М. Теория строения молекул: Учеб. пособие для вузов (2-е изд., перераб. и доп.). — Ростов н/Д.: Феникс, 1997. — 558 с.